# Landri de Mont
Pour les articles homonymes, voir Landri.
Landri de Mont (Landricus, Landric, Landry), mort le 10 avril 1237 à Sion, est évêque de Sion, en Valais, du début du XIIIe siècle. Il est issu de la famille des seigneurs de(s) Mont(s).

## Biographie

### Origine
La date de naissance de Landri (Landricus dans le Gallia christiana), parfois sous les formes Landric ou Landry, n'est pas connue, il n'est mentionné qu'à partir de 1206. Il est le fils de Louis, sire de Mont, considéré comme le fondateur de la chartreuse d'Oujon, en Pays de Vaud.
L'archiviste Maxime Reymond (1893) considère qu'il serait ainsi le neveu de Conon, évêque de Sion de 1179 à 1184.

### Épiscopat
Landri monte sur le trône épiscopal de Sion en 1206.
Il participe, en 1215 , au quatrième concile du Latran,.
L'historien Franco Morenzoni (1997) considère que Landri de Mont est un « prélat très actif et soucieux de préserver les droits de son église ». Il est l'auteur, en 1217, des plus anciens statuts de la ville de Sion, dans lesquels sont précisés les droits de l'évêque ainsi que des habitants de la cité,. Plus tard — en 1219 selon certains auteurs, mais l'hypothèse est rejetée par d'autres qui proposent l'année ou 1233, voire peut être son successeur —, il est à l'auteur de statuts synodaux,. Ces statuts seront recopiés par ses successeurs Boniface de Challant, vers 1300, Guichard Tavelli, en 1370, ou encore Walter Supersaxo, en 1460.
En juillet 1219, il est témoin lors d'un accord entre le comte de Savoie Thomas Ier et l'évêque de Lausanne, Berthold de Neuchâtel, où le comte obtient la cité Moudon, et marque l'implantation des Savoie dans le nord du Léman, en pays de Vaud.

### Participation controversée à la bataille d'Ulrichen
Selon une tradition tardive, notamment énoncée par l'abbé Gremaud (Documents relatifs à l'histoire du Vallais, 1875-1898) ou encore Liebeskind (L'État valaisan. Esquisse d'une histoire politique des origines au milieu du XIXe siècle, 1971), Landri de Mont aurait défait, en 1211 le duc Berthold V de Zähringen lors de sa tentative pour obtenir l'avouerie impériale sur le comté du Valais. La participation à cet événement tout comme le lieu de cette bataille est historiquement contestée.

### Recul face aux comtes de Savoie
La principauté épiscopale de Sion connaît des tensions, notamment face aux vassaux du Bas et du Haut-Valais ainsi qu'avec les comtes de Savoie qui s'implantent dans la région.
Il fait vraisemblablement construire, en son début d'épiscopat, le château de la Soie, à Savièse,. Le comte de Savoie Thomas Ier l'accuse « d'intentions hostiles » et ouvre les hostilités.
L'évêque doit peu à peu reconnaître la prééminence du comte sur le Valais.
Un traité est conclu entre les deux parties, en 1224. L'évêque obtient le château de Morges (pays de Vaud) en fief, mais il s'engage à aider le comte si le château de Chillon est attaqué. En 1233, il doit à nouveau reconnaître la domination savoyarde.
En 1236, il se démet de sa charge. Il meurt l'année suivante, le 10 avril 1237.

### Articles externes
- Diocèse de Sion
- Histoire du Valais